# 대동사강
《대동사강》(大東史綱)은 1929년에 김광(金洸)이 쓴 책으로, 단군조선에서 대한제국 순종 황제까지의 역사가 기록되어 있다.
근거가 되는 사료는 명시되지 않았으나, 규장각학사 민경호(閔京鎬)의 서문에 의하면, 역사와 야승을 수 년간 모아 엮었다고 한다. 오진영(吳震泳)이 교정을 보았다.

## 출간사항
- 1929년(쇼와 4년), 대동사강사에서 상·하 2권으로 출간되었다.

현재 국립중앙도서관에 상권 1권과 하권 2권이 보관되어 있다.
- 1974년, 경문사에서 상·하권을 합본하여 출간하였다.

## 내용
- 권초에 '동국역대제왕전수통도(東國歷代帝王傳授統圖)'가 그려져 있다. 이에 따르면, 기씨조선 이후로는 기씨조선, 한, 부여, 예, 맥, 옥저, 숙신 등의 여러 나라로 나뉘었으며, 이들이 서로 합쳐지고 나뉘면서 단씨조선-기씨조선-마한-신라.고구려-고려-조선으로 이어진 것으로 되어 있다.
- 시대구분: 단군조선-기자조선-마한과 삼국 시대-통일 신라와 발해-고려-조선-대한제국-일제강점기로 구분되어 상세히 설명되어 있다.
- 단군조선: 단군조선은 '단씨조선'으로 기록하였으며, 규원사화와 거의 같은 47대 단군의 명칭과 재위년수, 일부 치세내용이 기록되었다.
- 기자조선: 기자조선의 기록은 현재 전해지지 않는 야승을 참조하였다.
- 만주의 역사: 만주의 역사를 포함시켜, 발해, 요, 금의 역사가 기록되었다.
- 마한.삼국시대: 마한, 삼국의 기록은 각 왕의 재위연대를 비롯한 내용들은 기존의 기록과 대체로 부합하는데, 삼한에서 문자를 사용하고 있었다는 등, 삼국사기나 삼국유사에 없는 내용도 수록되어 있다.

## 다른 서적들과의 비교
단군조선의 기록은 《단전요의(檀典要義)》의 내용과 매우 유사하다.
《환단고기》〈단군세기〉의 내용과도 유사한 부분이 있으며, 《대동사강》 기자조선의 31대 도국왕 이후인 기원전 5세기 ~ 기원전 2세기에 해당되는 기록들과 유사한 내용들이 있으나, 통치한 왕, 재위년수 등은 서로 다르다.